# Toute-puissance (psychanalyse)
Pour les articles homonymes, voir Toute-puissance.
 (août 2007).
Si vous disposez d'ouvrages ou d'articles de référence ou si vous connaissez des sites web de qualité traitant du thème abordé ici, merci de compléter l'article en donnant les références utiles à sa vérifiabilité et en les liant à la section « Notes et références ».
La toute-puissance désigne un fantasme d'omnipotence, la croyance d'un pouvoir illimité, magique.

## Toute-puissance dans lanévrose obsessionnelle
Dans la névrose obsessionnelle, l'érotisation de la pensée se soutient d'une croyance en la pensée magique. Le psychique se représente comme détenteur de possibilités infinies, comme effecteur, autrement dit comme ayant une emprise sur le monde extérieur. Cette emprise glorifie le Moi, en fait un dieu surpuissant, seul à décider du cours des choses. On assiste là à une pensée magique au service de l'illusion, de la réduction des autres à de simples marionnettes, là où la liberté de leur désir met en péril la volonté de contrôle.  
L'obsessionnel veut tout maîtriser, sur le mode du stade anal. Le stade anal compterait, selon Karl Abraham, deux phases : d'abord le stade dans lequel le plaisir est bien défécatoire, jouissance d'expulser les fèces, projection à l'extérieur de ce qui est sale et bon. Alors que le stade anal propre au névrosé obsessionnel est bien celui de la rétention : l'enfant apprend la propreté, il est éduqué à ne faire caca qu'au moment opportun. Le Moi se défend de par sa capacité à décider, à contrôler la défécation, à demeurer propre tant qu'il le souhaite.
Il y a donc plusieurs mouvements dans cette emprise obsessionnelle : celui du Moi qui se protège, qui fait acte de dénégation face à son attirance pour ses excréments, qui nie simplement vouloir déféquer, qui se constitue par opposition à ce plaisir. Mais l'essentiel est bien la satisfaction pulsionnelle de se retenir, l'excitation de la zone érogène anale dans l'acte même de ne pas éjecter les excréments, mais de les conserver pour soi, de les refuser à autrui. 
Il y a équation symbolique inconsciente : fèces = cadeau. Se retenir de délivrer le produit de la digestion, c'est ne pas accorder un cadeau. Mais l'équation a d'autres membres : 
Fèces = cadeau = enfant = Phallus.

## Volonté de puissance
Friedrich Nietzsche a théorisé la volonté de puissance comme affirmation de soi, processus de devenir sans justification particulière ; c'est donc un concept philosophique d'une tendance (cherchant si souvent à se justifier) qui servira de point d'ancrage à la théorisation freudienne. La volonté de puissance n'est pas une volonté de toute-puissance.

## Toute-puissance et animisme
Sigmund Freud repère, dans Totem et tabou, la toute-puissance magique, à l'aide de gestes rituels, dans l'animisme. Chaque objet est doté d'une âme et il devient possible de jouer avec la nature, de communiquer avec les esprits afin d'obtenir des résultats tangibles.

## Stades de toute puissance selonSándor Ferenczi
Ferenczi s'appuie sur le statut du fœtus. Il pense la situation du fœtus comme toute-puissance inconditionnée, c’est-à-dire comme satisfaction permanente de la pulsion, elle aussi poussée constante. L'embryon serait sans cesse déchargé de son désir. Il y aurait donc fantasme de retourner dans le ventre maternel. 
Vient ensuite, après la naissance, la toute puissance hallucinatoire, automatique, que Freud admet également (voir expérience de satisfaction). Le réinvestissement de la trace mnésique, inscription de la satisfaction, permet la formation d'une hallucination aussi satisfaisante  que l'acte réel. Le bébé imagine téter et en soustrait autant de plaisir que s'il tétait vraiment. 
La troisième phase est celle de toute-puissance à l'aide de gestes magiques. C'est la magie incantatoire. L'hallucination, fonctionnant sur le mode du principe de plaisir, n'est plus apte à fournir autant de satisfaction. L'acte dans la réalité devient nécessaire. Mais le nourrisson peut encore avoir recours à des gestes magiques : il crie, pleure, et sa mère intervient pour lui apporter ce dont il a besoin. C'est d'ailleurs ce point qui permettra à Jacques Lacan de théoriser le désir, le besoin et la demande.
La dernière phase est celle de la toute-puissance des pensées. Les gestes, pleurs, cris, sont désinvestis de leur importance, et la pensée elle-même se voit érotisée : c'est là la toute-puissance obsessionnelle.

## Conséquences de la toute-puissance
La toute-puissance comme croyance en la réalisation, dans le réel de son désir, n'est pas sans conséquences sur le développement psychologique. 

### Toute-puissance etposition dépressive
Melanie Klein annonce la formation du Moi comme deuil faisant suite à un meurtre. Non pas à un meurtre réel : l'enfant fantasme qu'il tue sa mère, puis se trouve démuni de celle qu'il aimait tant. Il lui faudra ainsi faire le deuil le plus difficile, ce qui lui permettra cependant d'élaborer un principe psychique dans lequel la toute puissance n'est plus en vigueur, dans lequel il y a séparation d'avec la mère, enfin reconnue comme ayant une vie propre : comme objet total. 
Donald Winnicott utilise ce point pour travailler le passage de la relation d'objet, encore non différencié de l'enfant, à l'utilisation de l'objet.

### Toute-puissance etculpabilité inconsciente
Laissant de côté le problème complexe de la possibilité d'un affect inconscient, on peut présenter la culpabilité inconsciente comme le remords que le névrosé attribue par erreur à un acte, alors que la culpabilité provient d'un autre. Cet autre acte n'est bien souvent qu'un fantasme : pour seul crime, le névrosé n'a fait que s'imaginer qu'il satisfaisait à son désir, aussi terrible soit-il. 
La culpabilité inconsciente sera une épreuve périlleuse, pouvant mener le névrosé à commettre un crime réellement, afin de lier la culpabilité à quelque chose, plutôt que de ne savoir quoi se reprocher. C'est Friedrich Nietzsche qui déjà annonçait l'existence de criminels par sentiment de culpabilité. 

### Toute-puissance etsymbolisme
Le mot, c'est le meurtre de la chose : ainsi la toute puissance a pour première conséquence la possibilité du symbole. La représentation est signification de l'objet lorsque l'objet n'est pas là ; elle tue cet objet réel. Ce point permettra l'élaboration de la métaphore paternelle faisant advenir les Noms du Père.